# Aedes katherinensis
Aedes katherinensis är en tvåvingeart som beskrevs av Woodhill 1949. Aedes katherinensis ingår i släktet Aedes och familjen stickmyggor. Inga underarter finns listade i Catalogue of Life.